# Wappen der Gemeinde Pang
Das Wappen der Gemeinde Pang war von 1952 bis zur Auflösung der Gemeinde am 1. Mai 1978 das offizielle Hoheitszeichen von Pang (Landkreis Rosenheim). Das Wappen zeigt in rotem Schild eine schräg aufsteigende zinnenbesetzte Mauer über grünem Wasen.

## Geschichte
Das Wappenbild geht auf das Familienwappen des Adelsgeschlechts der Panger zurück, die von etwa 1135 bis gegen 1400 mit dem Ort verbunden waren. Heinricus de Paeng führte es ab 1288 im Siegel. Dazu wurde der Wasen als Rasenstück wiedergegeben.
Die Zustimmung zur Führung des Wappens erfolgte durch Entschließung des Bayerischen Staatsministeriums des Innern vom 19. August 1952.